# Brela

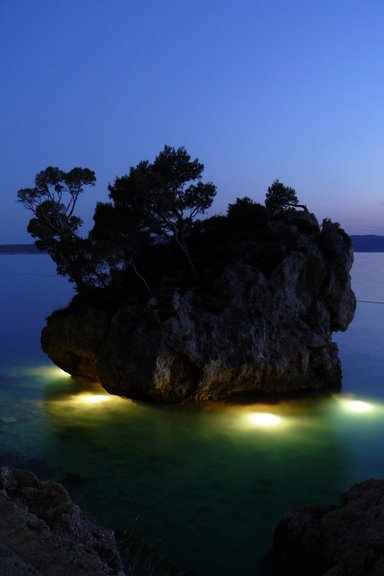
Charakterystyczna skała na plaży w Breli

Brela – wieś w Chorwacji, w żupanii splicko-dalmatyńskiej, siedziba gminy Brela. W 2011 roku liczyła 1575 mieszkańców.
Jest to pierwsza licząc od północy, miejscowość na Riwierze Makarskiej, około 15 km na północ od głównej miejscowości regionu – Makarskiej.
W lipcu 2004 roku amerykański magazyn Forbes umieścił Brelę na liście dziesięciu najpiękniejszych plaż świata. W tym rankingu Brela zajęła 6. miejsce na świecie i 1 w Europie. O tutejszej plaży pozytywnie pisał też amerykański portal Huffington Post oraz belgijski European Best Destinations, który w 2015 r. uznał plażę Punta Rata w kurorcie Brela za jedną z najpiękniejszych na świecie.